# Karin Waehner
Karin Waehner (* 12. März 1926 als Ruth Karin Margarete Wähner in Gleiwitz (heute: Gliwice), Oberschlesien; † 10. Februar 1999 in Paris, Frankreich) war eine deutsche, hauptsächlich in Frankreich wirkende Tänzerin, Choreografin und Tanzpädagogin.

## Leben und Wirken
Karin Waehner kam mit dem Tanzen früh in Berührung, da ihre Mutter Tanzpädagogin war, die nach den Lehren von Bess Mensendieck, Dalcroze/Chladek und Mary Wigman unterrichtete. Nach dem Notabitur 1943 beschränkte die bewegungstechnisch Vorgebildete sich nicht auf die medizinische Pflege von verwundeten Soldaten, sondern unterhielt die Kranken auch mit Tanzeinlagen.
1945 kam sie zusammen mit der Mutter, als vertriebene Sudetendeutsche, nach Dresden. Dort begann sie im nahen Hellerau eine Ausbildung zur Gymnastiklehrerin an der Menzler‐Marsmann‐Schule. Die dortigen Bewegungsübungen waren als bloßes Training einer Muskelpartie gedacht, erschienen bei ihr jedoch als „dramatische Aufführung mit mimischer Begleitung“, sodass man ihr die Schule der Ausdruckstänzerin Mary Wigman anriet. 1946 wechselte sie tatsächlich zu Wigman nach Leipzig in deren private Tanzschule, wo sie in die Tanzgruppe aufgenommen wurde und später auch selbst Anfänger-Klassen unterrichtete. 1949 erhielt sie von Mary Wigman ihr Diplom für Pädagogik, Choreografie und Bühnentanz.
Es folgte ein Engagement am Theater in Gießen, wo man auf Operetten geeicht war und befand, dass Waehner nicht zu ihnen passe. Nach einem Jahr verließen sie und ihre Mutter Deutschland wegen Existenznöten und zogen zu Karins Bruder nach Buenos Aires. In einer Tanzschule unterrichtete sie untalentierte Damen und Kinder, war aber froh, ein Einkommen zu haben. Immerhin konnte sie sich bei Solovorführungen im Modern Art Institute und im Máscara-Theater künstlerisch entfalten. Sie probte Stücke ein und gab nach einiger Zeit mit einer anderen Emigrantin Tanzabende, die beklatscht wurden und Widerhall in der Presse fanden, sie jedoch nicht recht weiterbrachten.
Den ersehnten Entwicklungsschub erhoffte sie sich von der Tanz-Metropole Paris. 1952 ließ sie sich in der französischen Hauptstadt nieder und arbeitete in den 1950er-Jahren unter anderem mit Jean Serry, Jérôme Andrews, Jacqueline Robinson, Laura Sheleen und dem Ehepaar Dupuy zusammen. Außerdem besuchte sie, soweit möglich, bei Wigman jeden Sommerkurs.
Dem Rat von Marcel Marceau folgend, studierte sie zunächst bei Étienne Decroux Pantomime, war mit dieser Ausrichtung des künstlerischen Körperausdrucks jedoch unglücklich, weshalb sie zwischendurch bei Boris Kniaseff klassisch trainierte. Sie kehrte dem Pantomimenfach schon bald wieder den Rücken.
1953 konnte sie ihre eigene Schule in Paris eröffnen, trat mehrfach bei Jérôme Andrews’ „Les compagnons de la dance“ auf und gab Stunden für Patienten in einem Institut für Heilgymnastik, die als Ausgleich für die reinen medizinischen Maßnahmen gedacht waren und die Teilnehmer das Gefühl vergessen lassen sollten, krank zu sein. 1955 trat sie in Brüssel im Atelier-Theater auf und 1957 wirkte sie als Solotänzerin am Festival D’Avant-Garde in der Cite Radieuse in Nantes mit. 1958 und 1959 waren wieder besonders ereignisreiche Jahre für Karin Waehner: Sie gründete ihre eigene Compagnie „Les Ballets Contemporains Karin Waehner“, arbeitete (bis 1960) im Studio von Rose-Marie Paillet mit, war Mitbegründerin des „Le Théâtre d'Essai de la Danse“ von Dinah Maggie und ging in die USA, um sich bei den Koryphäen des Modern Dance, Martha Graham, José Limón, Louis Horst und Merce Cunningham, Anregungen zu holen. „Le Théâtre d'Essai de la Danse“ hatte bis 1966 in Paris regelmäßige Auftritte im Apollo Théâtre, dem Théâtre Récamier und weiteren Spielstätten und tourte darüber hinaus in der französischen Provinz.
In den 1950er Jahren gelang es ihr, den zeitgenössischen Tanz in die Ausbildung von Gymnastiklehrern an der damaligen Sporthochschule in Paris, der École supérieure d’éducation physique (ENSEP), zu implementieren, und sie gab in der Folgezeit an weiteren französischen Sportinstitutionen Kurse. Auf ihre Anregung hin erweiterte 1960 die traditionsreiche private Musikhochschule Schola Cantorum in Paris (heute: Hochschule für Musik, Tanz und Theater) ihre bisherige ballettzentrierte Tanzausbildung um eine Abteilung für Modern Dance, deren Leitung sie übernahm. Sie konnte nach ihrer sich mehr und mehr entwickelnden Philosophie und Lehrweise zahlreiche angehende Tänzer und Tänzerinnen unterrichten, darunter Kiliana Cremona, Jean Pomarès, Odile Cougoule, Jean Christophe Bleton, Angelin Preljocaj und Bruno Genty.
1966 begab sie sich ein zweites Mal für einen Studienaufenthalt in die USA. 1967 nahm sie mit ihrer Compagnie am Festival von Spoleto (Festival dei Due Mondi) in Italien teil und im Jahr darauf tourte sie durch Italien. 1970 hielt sie vom Verband für Tanz organisierte Einführungskurse in verschiedenen französischen Orten ab. 1971 absolvierte sie eine Tournee durch Finnland. Auf den Antillen und in Französisch-Guayana gastierte sie mit ihrer Tanzgruppe 1973. Von 1971 bis 1978 war Karin Waehner im Centre d’Action Culturelle (CAC) an dessen Bühne „Les Gémeaux de Sceaux“ als Animateurin für modernen Tanz angestellt. Danach unterrichtete sie von 1978 bis 1982 am von Jaque Chaurand geleiteten Konservatorium in Bagnolet.
Im Zuge der choreografischen Mitarbeit an einem Film über den deutschen Expressionismus 1979 reflektierte sie ihre eigenen expressionistischen Wurzeln, die dann in ihren späteren Tanzstücken wieder deutlicher erkennbar wurden.
Ab 1981 bot sie gemeinsam mit dem Psychomotoriker Jacques Garros und dem Tänzer und Choreografen Jean Masse regelmäßig Sommerkurse am Centre Laufaurie Montadon in Castillon-de-Castets im Département Gironde an. Diese Trainings wurden von vielen Tanzkünstlerinnen und -künstlern, die zur Entwicklung des zeitgenössischen Tanzes maßgeblich beigetragen haben, angenommen. 1982 wurde sie zur Professorin für modernen beziehungsweise zeitgenössischen Tanz an die École Nationale de Musique et de Dance in La Rochelle berufen. Damals war es in Frankreich das erste Konservatorium, das einen eigenen Lehrstuhl für ein solches Fach eingerichtet hatte. Nach fünf Jahren kehrte sie nach Paris zurück und war fortan vorwiegend als Gastdozentin an verschiedenen staatlichen und privaten Tanzausbildungseinrichtungen in Europa tätig, darunter die Tanzhochschule Turin, die Universität Bremen und die Universität Straßburg.
Anlässlich des 100. Geburtstages von Mary Wigman im Jahr 1986 trat Waehner mit ihrer Compagnie „Les Ballets Contemporains Karin Waehner“ in West-Berlin wie in der DDR auf. In der DDR wurde ihr Kurzballette in memoriam Mary Wigman betiteltes Programm, das mit dem über 20 Jahre alten L’oiseau qui n’existe pas (dt.: Traum, ein Vogel zu sein) eines ihrer bekanntesten Stücke enthielt, in Zusammenarbeit mit der Akademie der Künste der DDR dargeboten. Die Resonanz war in beiden Teilen Deutschlands eher zurückhaltend. Sigrun Kirstein schrieb seinerzeit in der Berliner Zeitung: „Der Stil der Waehnerschen Tanzschöpfungen machte dem Verständnis des klassikgewohnten Publikums einige Mühe.“
In den 1990er Jahren kam sie wieder mit Françoise und Dominique Dupuy zusammen. Zum einen, um mit ihnen am Ausbildungsinstitut für Tanz- und Musikpädagogik (Institut de formation des enseignants de la danse et de la musique, IFEDEM) in Paris die neu eingeführte staatliche Diplom-Ausbildung für Zeitgenössische Tanzpädagogik zu konzipieren und Lehraufgaben zu übernehmen; zum anderen, um den Aufbau der von Dominique Dupuy geleiteten Tanzabteilung des Instituts für Musikalische und Choreographische Pädagogik (Institut de Pédagogie Musicale et Chorégraphique, IPMC), ebenfalls in Paris, voranzubringen. Diese Einrichtung war mit der Archivierung, Dokumentation, Forschung und Weiterbildung auf dem Gebiet der zeitgenössischen Tanzkunst betraut und veranstaltete internationale Tagungen.
Karin Waehner war mit einem französischen Fotografen verheiratet, der für eine amerikanische Presseagentur arbeitete. Sie starb am 10. Februar 1999 in Paris.

## Bedeutung und Nachlasspflege
Karin Waehners tanzpädagogischer Ansatz knüpft an die Lehrweise von Mary Wigman an, weshalb sie als eine ihrer künstlerischen Erben gilt. Sie probierte verschiedene Prinzipien körperlicher Bewegung aus und nahm Aspekte daraus in ihr eigenes System auf. Mit dieser „sehr individuell geprägte[n] Art des modernen Ausdruckstanzes“ wurde sie in den 1950er und 1960er Jahren eine der Wegbereiterinnen und Leitfiguren des modernen Tanzes in Frankreich.
Zwecks Sicherung, Auswertung und Vermittlung ihrer Lebensleistung wurde 1999 in Castets et Castillon die Association Karin Waehner Les Cahiers de l'Oiseau gegründet. Das eigentliche Archiv wurde von einem engen Mitarbeiter Waehners der Bibliothèque nationale de France in Paris übergeben. Die Akademie der Künste in Berlin verfügt über eine Karin-Waehner-Sammlung, in der sich vorwiegend Dokumente aus ihrem frühen Tanzschaffen befinden. Der Tanzfonds Erbe, eine Initiative der Kulturstiftung des Bundes, förderte 2018 das Performance- und Rekonstruktionsprojekt Karin Waehner. Eigensinnig in Zwischenräumen. Eine weitere Form der „lebendigen“ Fortführung besteht in der Übereignung des Solotanzes Celui sans nom, den Waehner für Bruno Genty entwarf. 2013 wurde das Werk dann von ihm an Lopez Leal weitergegeben, die mittlerweile wiederum Michael Gross an das Schrittmaterial heranführte.

## Zitat
„Der klassische Tanz strebt ausschließlich nach der Spitzenleistung – nach der Senkrechten. Der moderne Tanz, wie ich ihn verstehe, will zwischen zwei Senkrechten zum Boden zurückfinden, sucht das Erlebnis des Gewichts, die Energie der Schwere.“

## Auszeichnungen
- 1984: Ordre des Arts et des Lettres

## Choreografien
- 1949: L’Attente – Solotanz, Musik: Enrique Granados
- 1950: Les Réfugiés – Partnertanz, Musik: Jean Sibelius
- 1951: La Nuit – Solotanz, Musik: Ludwig van Beethoven
- 1954: Devant la Porte – Solotanz, Musik: Modest Mussorgski
- 1955: L’Attente – Neubearbeitung
- 1956: Le Seuil – Partnertanz, Musik: Francisco Semprun
- 1956: Le Jardin Secret – Solotanz, Musik: rumänisches Volkslied
- 1957: Cycle Eternel – Gruppentanz, Musik: Béla Bartók
- 1957: L’Appellé – Solotanz, Musik: Francisco Semprun
- 1958: Quo Vadis – Gruppentanz, Musik: Lalan
- 1959: Discours primitif – Gruppentanz, Musik: Tam-tam des Bahamas
- 1960: Prisme – Musik: Jean Wiener
- 1960: Terre Promise – Gruppentanz, Musik: Spirituals
- 1962: Trimonologue – Tanztrio, Musik: François Rabbath
- 1963: Images – Gruppentanz, Musik: Paul Arma
- 1963: Labyrinthe – Gruppentanz, Musik: Fernand Vandenbogaerde
- 1963: L’oiseau qui n’existe pas – Solotanz, Musik: Paul Arma
- 1963: Trilogie – Gruppentanz, Musik: Lalan
- 1964: Le drap – Tanztrio, Musik: Iannis Xenakis
- 1965: Un et un font un – Solotanz, Musik: Bruno Maderna
- 1965: Poème – Solotanz auf einen selbstgesprochenen Text von Daniel Gélin
- 1966: Nocturne – Gruppentanz, Musik: Mauricio Kagel
- 1966: Ani Couni – Gruppentanz, Musik: Paul Arma
- 1968: Le drap – Alternativversion: Tanz, Musik und projizierte Bilder
- 1971: Six chants d’Odetta – Gruppentanz, Musik: Odetta
- 1972: Le labyrinthe – Gruppentanz, Musik: Fernand Vandenbogaerde
- 1973: Pas perdus – Gruppentanz, Musik: Jacques Lénot
- 1974: Silvatrix – Gruppentanz, Musik: Françoise Barrière
- 1975: Où allons-nous? – Gruppentanz, Musik: Michel Dintrich
- 1976:Sang et Songe – Gruppentanz, Musik: Paul Arma
- 1977: Trio – Tanztrio, Musik: Anton Webern
- 1978: Ceux qui attendent – Erweiterung des Solotanzes L'Attente für Tanzgruppe
- 1980: Les Marches – Gruppentanz, Musik: François Peyratout und Laurent Rosemain
- 1982: Sehnsucht – Gruppentanz, Musik: Gustav Mahler, György Ligeti
- 1983: Changement de quoi á Poitiers – Gruppentanz, Musik: John Boswell
- 1985: Page 2 déchirée – Gruppentanz, Musik: Calmor
- 1985: La Femme aux 3 objets – Solotanz, Musik: Giacomo Puccini
- 1986: L’Exode – Gruppentanz, Musik: Benjamin Hohagen
- 1987: Manif 87 – Gruppentanz, Musik: Philip Glass
- 1989: Sehnsucht 2 – Solotanz, Musik: Franz Schubert
- 1990: Celui sans nom – Solotanz, Musik: Thierry Estival
- 1994: Le Miroir brisé – Partnertanz, Musik: Claude Debussy

## Schriften
- Outillage choréographique. Manuel de composition (= Collection Sport + enseignement; 149). Edition Vigot, Paris 1993, ISBN 2-7114-1258-X.

## Filmdokumentationen
- Karin Waehner – L’Empreinte du sensible. Un film documentaire de Sylvia Ghibaudo et Marc Lawton (auch: Karin Waehner. A Landmark in the Century. Dance Choreography Heritage. A documentary film by Marc Lawton and Sylvia Ghibaudo-Schneider), Aladin-Film Production, 2002.